# Crocidura lamottei
Crocidura lamottei — вид ссавців родини Soricidae. Він зустрічається в Беніні, Буркіна-Фасо, Камеруні, Кот-д'Івуарі, Гамбії, Гані, Гвінеї, Гвінеї-Бісау, Ліберії, Малі, Нігерії, Сенегалі, Сьєрра-Леоне та Того. Його природне місце проживання — савана.